# Ourdon
Ourdon är en kommun i departementet Hautes-Pyrénées i regionen Occitanien i sydvästra Frankrike. Kommunen ligger i kantonen Lourdes-Est som tillhör arrondissementet Argelès-Gazost. År 2022 hade Ourdon 14 invånare.

## Befolkningsutveckling
Antalet invånare i kommunen Ourdon
| Referens: INSEE |